# ELBO

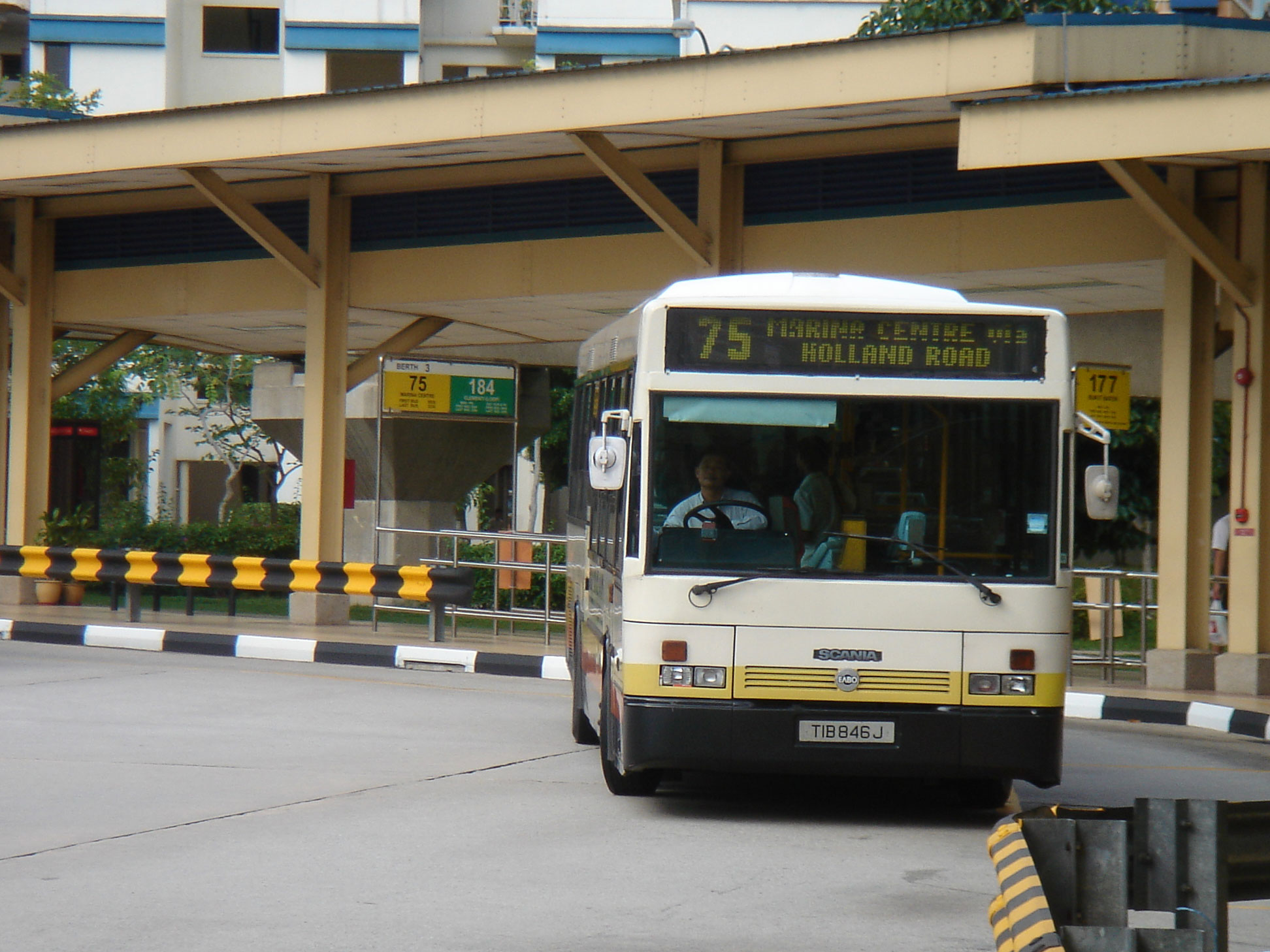
ELBO-Bus Scania L113 in Singapur

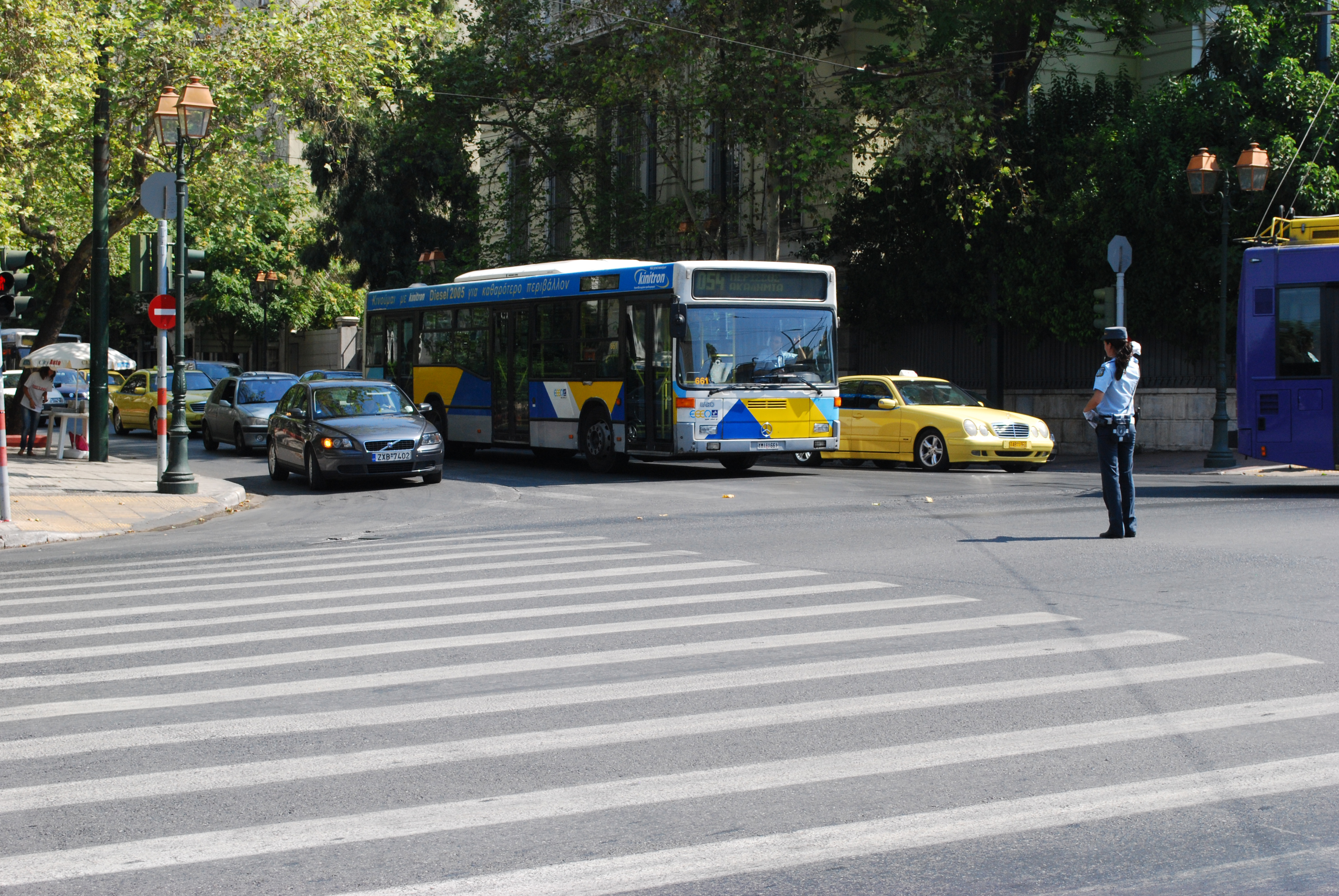
ELBO-Bus Mercedes-Benz O 405 N in Athen

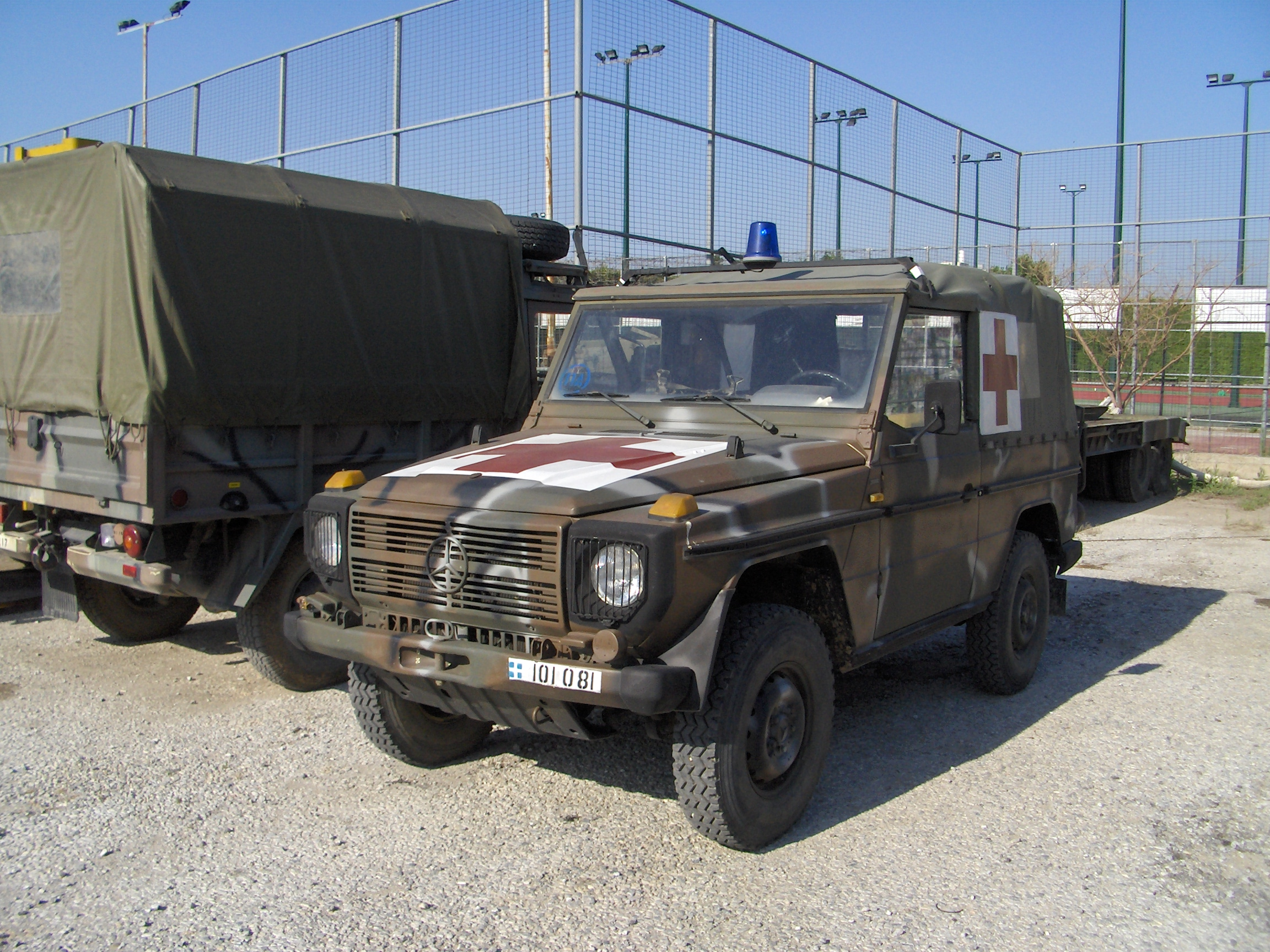
ELBO W462

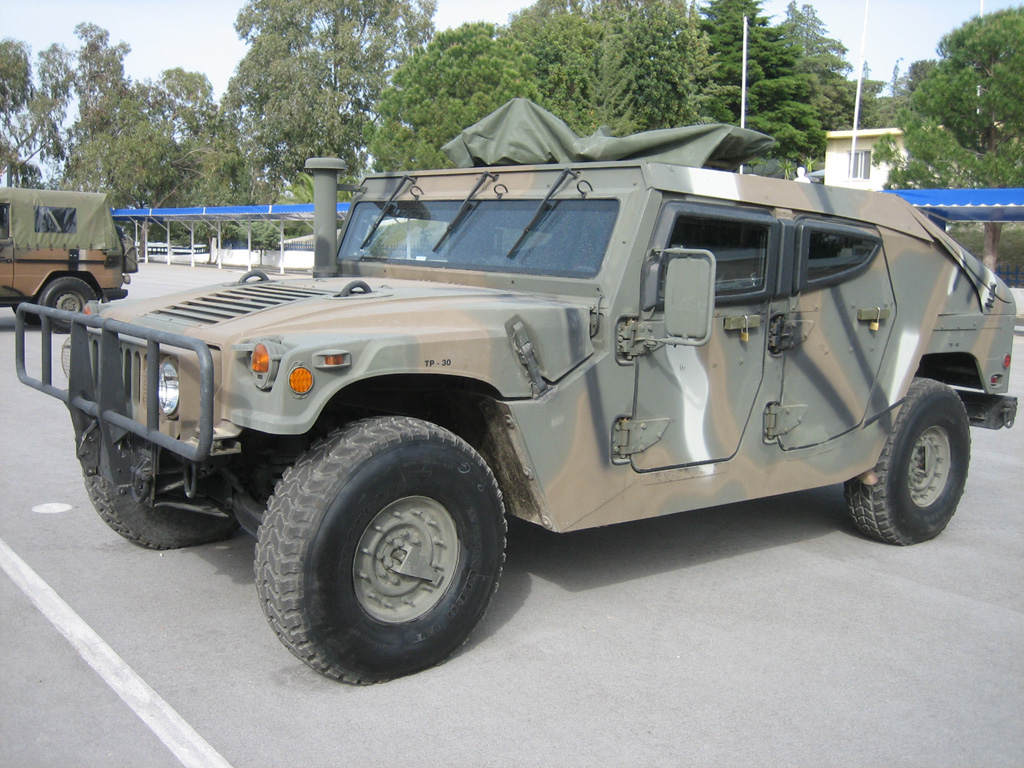
HMMWV M1114GR

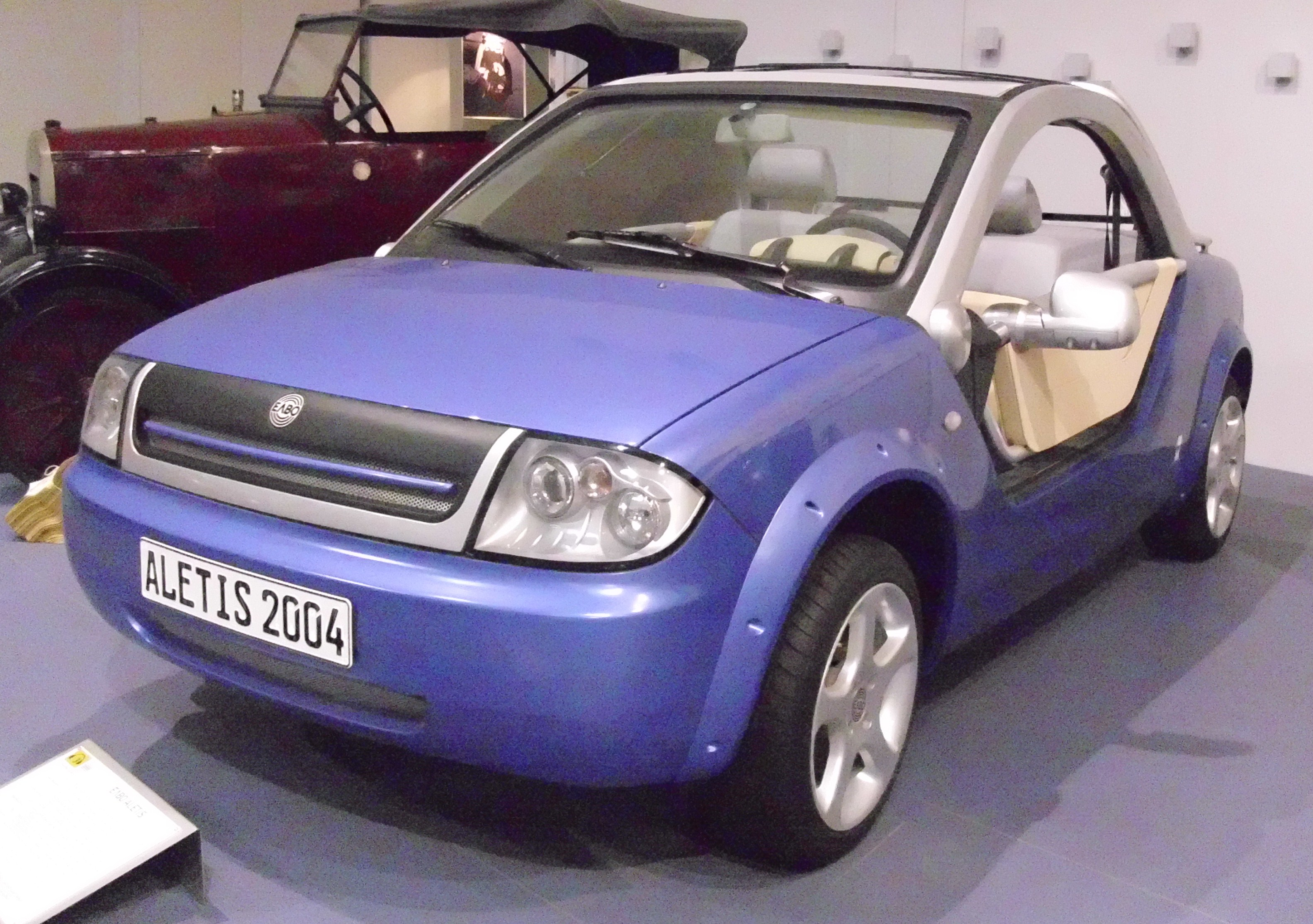
ELBO Aletis von 2001

ELBO (griech.: ΕΛΒΟ für Ελληνική Βιομηχανία Οχημάτων, transkribiert: Elliniki Biomichania Ochimaton, deutsch: Griechische Fahrzeugindustrie, engl. jetzt Elvo) ist ein Hersteller von Omnibussen und Militärfahrzeugen in Thessaloniki. Außerdem werden auch Sonderfahrzeuge für die Feuerwehr und andere Behörden gebaut.

## Geschichte
ELBO wurde 1972 als Zweigwerk der österreichischen Steyr Daimler Puch gegründet. Hier wurden Fahrzeuge der Baureihen Steyr 91, Steyr 680M, die Steyr-Panzer Kürassier, Leonidas sowie Traktoren gefertigt. Mit der Krise des Mutterkonzerns wurde das Werk Steyr Hellas 1986 an den Staat verkauft und firmiert seitdem als ELBO.
Die Traktorenfertigung wurde eingestellt und ab 1988 wurde die Militärsparte mit Hilfe des früheren Mutterkonzerns Steyr-Puch ausgebaut. Die Puch G / Mercedes-Benz G-Klasse (als Baureihe W462) und der Leopard 2 (Leopard 2A6 HEL) werden in Lizenz gefertigt. 1993 wurde die erfolgreiche Busreihe ELBO C93800 Europe vorgestellt, die bis nach Singapur exportiert wurde.
Ab 2000 wurde das Werk wieder etappenweise privatisiert und wird heute von der Mytilineos Holdings geleitet. 2001 stellte das Unternehmen auf der IAA das Cabriolet Aletis vor (Entwicklung mit TWT und Pininfarina), das jedoch nicht in Serienproduktion gegangen ist.

## Produkte (historisch und aktuelle)
- ELBO Bus (Niederflur- und Reisebusse), darunter als Lizenzprodukte der Mercedes-Benz O 405 N unter der Bezeichnung ELBO O 405 (auch ΕΛΒΟ C97.405N) und Neoplan-Trolleybusse

- Mercedes-Benz G-Klasse W462

- Hummer HMMWV M1114GR (4×4)
- Panzer ELBO Kentaurus
- Panzer Leopard 2A6 HEL